# Dag dokter
Dag dokter was een Vlaamse realityreeks van productiehuis De Mensen die uitgezonden werd door de Vlaamse commerciële zender Play4. In deze reeks werden veertien huisartsen gevolgd in hun dagelijkse doen en laten, zowel bij hun consultaties en huisbezoeken als in hun privé-omgeving.
De reeks, die werd opgenomen voor de coronapandemie, was vanaf 1 februari 2021 dagelijks te zien van maandag tot donderdag op Play4.

## Huisartsen
De huisartsen die gevolgd worden zijn:
- Christophe Depamelaere (Wingene)
- Karin Campens (Harelbeke)
- Caï Lesaffer (Gent)
- Stephan Heyman (Tielrode)
- Anke Houtman (Aalst)
- Michiel Panhuysen (Vinderhoute)
- Nicolaas Vanderhoydonck (Antwerpen)
- Ruth Van Haelst (Westerlo)
- Peter Van Breusegem (Brussel)
- Bart Donders (Sint-Gillis)
- Bert Aertgeerts (Wilsele)
- Rachel Mandungu (Leopoldsburg)
- Jasmine Buelens (Gingelom)
- Rudi Thys (Bilzen)